# Liquidation judiciaire
Pour la liquidation boursière, voir Service de règlement différé.
Une procédure de liquidation judiciaire (ou selon les appellations par pays, de liquidation) est, selon les lois inhérentes au droit des sociétés des pays, une procédure de cessation de l'activité ou de dissolution d'une entreprise, par exemple dans le cas d'une faillite.
La liquidation est le processus comptable par lequel une entreprise est mise à l'arrêt au Royaume-Uni, en Australie, en Nouvelle-Zélande, en république d'Irlande, à Chypre, aux États-Unis, au Canada, en Italie et dans bien d'autres pays. Les actifs et les biens de l'entreprise sont redistribués. La liquidation est aussi parfois appelée dissolution, bien que la dissolution désigne techniquement la dernière étape de la liquidation.
La liquidation peut être soit obligatoire (parfois appelée liquidation des créanciers ou mise sous séquestre après une faillite, ce qui peut amener le tribunal à créer un « trust de liquidation »), soit volontaire (parfois appelée liquidation des actionnaires, bien que certaines liquidations volontaires soient contrôlées par les créanciers).
Le terme liquidation est également parfois utilisé de manière informelle pour décrire une société qui cherche à se défaire de certains de ses actifs. Par exemple, une chaîne de magasins de détail peut souhaiter fermer certains de ses magasins. Par souci d'efficacité, elle les vendra souvent au rabais à une société spécialisée dans la liquidation immobilière au lieu de s'engager dans un domaine dans lequel elle peut manquer d'expertise suffisante pour fonctionner avec une rentabilité maximale. 

## Droit français

### Liquidation simplifiée
En France, la procédure de liquidation judiciaire est applicable à toute entreprise commerciale, tout artisan, commerçant ou toute personne morale. Il y a liquidation lorsqu'il y a un état de cessation de paiement, c'est-à-dire lorsque les actifs présents ne peuvent faire face au passif exigible. 
Pour qu'il puisse y avoir liquidation judiciaire, il faut que le redressement judiciaire ne soit pas ou plus possible conformément à l'article L640-1 du code de commerce.
La liquidation simplifiée est régie par la loi du 26 juillet 2005, dans le but d'être plus rapide et moins onéreuse.
Ce type de liquidation devient obligatoire lorsqu'il n'y a qu'un salarié, qu'il a un C.A. hors taxes inférieur à 300 000 euros et l'absence d'actifs immobilier.
La liquidation simplifiée est en revanche facultative, lorsque le nombre de salariés est compris entre 1 et 5, et que le C.A. hors taxes est compris entre 300 000 euros et 750 000 euros.
La procédure de liquidation judiciaire simplifiée doit être clôturée au plus tard un an après l'ouverture de la liquidation par le tribunal.
La phase de liquidation d'une société intervient après sa dissolution.
La première chose est de nommer un liquidateur qui aura pour rôle de :
1. vendre les biens, récupérer les créances et payer les dettes ;
2. convoquer les associés pour les informer de la situation ;
3. établir les comptes de liquidation.

Parfois, des contrôleurs de la liquidation sont nommés en sus.
La clôture de la liquidation est suivie du partage entre les associés de l'éventuel bonus de liquidation.
Ensuite, les comptes de liquidation sont déposés au greffe du Tribunal de commerce, afin que la société soit radiée du registre du commerce et des sociétés. Elle perd ainsi sa personnalité morale.
L'avis de clôture de la liquidation doit être publié dans un journal d'annonces légales, afin d'être porté à la connaissance des tiers.

### Liquidation judiciaire

Nombre de défaillances d'entreprises en France (redressements et liquidations judiciaires).

La liquidation judiciaire intervient soit sur demande du débiteur soit sur demande d'un des créanciers. C'est la décision du tribunal, qui constate d'une part la  cessation de paiements, c'est-à-dire, lorsque le passif exigible est supérieur à l'actif disponible de l'entreprise, et l'impossibilité de son redressement d'autre part.
Le tribunal désigne alors un juge-commissaire, un liquidateur judiciaire et un représentant des salariés. La désignation d'un liquidateur judiciaire par le tribunal implique le dessaisissement de l'ancien dirigeant ; cette décision est inscrite sur le Kbis de l'entité si elle est immatriculée auprès du greffe d'un tribunal.
Le liquidateur exerce à la place de l'ancien dirigeant, ses droits et actions sur son patrimoine, le temps de la liquidation. De plus, il se doit par période de trois mois de tenir informé le ministère public, juge commissaire et l'ancien dirigeant de l'évolution de la liquidation.
Dans le cadre d'une liquidation d'un fonds de commerce, le but du liquidateur est de trouver un preneur ou repreneur pour pouvoir récupérer un maximum d'argent pour rembourser les dettes des précédents dirigeants.
À Paris, lors de la liquidation judiciaire, les repreneurs doivent se manifester via une offre sous pli cacheté déposé, soit au tribunal de commerce, soit chez le mandataire judiciaire.
En général, une date d'audience est définie pour que les différents prétendants puissent être témoins de l'ouverture des plis. 
Après cette ouverture de pli, le juge peut rendre une ordonnance, et donc désigner celui qui remporte le fonds de commerce, ou bien, si plusieurs offres sont proches les unes des autres, il peut décider d'un second tour.
Sur Paris, il n'est pas possible de modifier le montant de son offre lors de l'audience, contrairement à ce qui se pratique en banlieue.
Le fonds de commerce qui est en liquidation judiciaire passe devant le juge dans l'activité prévue par le bail commercial. Lors de l'audience, le propriétaire des murs peut accepter une despécialisation, ou accorder un changement d'activité.
Le jugement de clôture pour insuffisance d'actifs sans sanction emporte l'interdiction pour les créanciers de reprendre les poursuites.